# فهرست علمای اسلامی معاصر
علمای اسلامی دوران معاصر (قرن ۲۰ تا ۲۱)، شامل افراد زیر هستند که شخصیت‌های اسلامی دارای نشریات یا بیانیه‌های پذیرفته شده، توسط جوامع و طرفداران مربوطه، به عنوان اظهارات دینی می‌باشند.
دسته‌بندی‌های جغرافیایی بر اساس اشتراکات فرهنگی در سراسر جهان اسلام ایجاد شده است.

## آفریقا

### الجزایر
- عبدالحمید بن بادیس (۱۸۸۹–۱۹۴۰)
- ابوبکر جزائری (۱۹۲۱–۲۰۱۸)
- محمد بشیر ابراهیمی (۱۸۸۹–۱۹۶۵)

### نیجریه
- امینو ابراهیم دوراوا (زاده ۱۹۶۹)
- داهیرو عثمان باوچی (زاده ۱۹۲۷)
- عیسی علی پانتمی
- جعفر محمود آدم (۱۹۶۰–۲۰۰۷)
- کابیرو گومبه (زاده ۱۹۶۰)
- محمد اول آلبانی زاریا (۱۹۶۰–۲۰۱۴)
- کبیر احمد آذره (۱۹۶۰–۲۰۲۳)
- سانی یاهایا جینگیر

### مصر
- عبدالحمید کشک (۱۹۳۳–۱۹۹۶)
- احمد الطیب (زاده ۱۹۴۶)
- احمد محمد شاکر (۱۸۹۲–۱۹۵۸)
- علی جمعه (زاده ۱۹۵۲)
- محمد متولی شعراوی (۱۹۱۱–۱۹۹۸)
- محمد سید طنطاوی (۱۹۲۸–۲۰۱۰)
- یوسف قرضاوی (۱۹۲۶–۲۰۲۲)
- زینب غزالی (۱۹۱۷–۲۰۰۵)

### موریتانی
- عبدالله بن بیاح (زاده ۱۹۳۵)
- محمد حسن دیدو (زاده ۱۹۶۳)

### آفریقای جنوبی
- عبدالقادر صوفی (۱۹۳۰–۲۰۲۱)
- ابراهیم دسایی (۱۹۶۳–۲۰۲۱)
- تاها کاران (۱۹۶۹–۲۰۲۱)
- یوسف کاران (۱۹۳۵–۲۰۱۵)

### زیمبابوه
- اسماعیل بن موسی منک (زاده ۱۹۷۵)

### غنا
- عثمان نوهو شاروبوتو (زاده ۱۹۱۹)
- یوسف سوالیح آجورا (۱۸۹۰–۲۰۰۴)
- ابراهیم باشا
- عبدالوهاب آدم (۱۹۳۸–۲۰۱۴)

### سنگال
- ابراهیم نیاس (۱۹۰۰–۱۹۷۵)
- حسن سیسه (۱۹۴۵–۲۰۰۸)

### مراکش
- عبدالعزیز غمری (۱۹۲۰–۱۹۹۷)
- اسماء مرابط (زاده ۱۹۵۱)
- فاطمه کباج (زاده ۱۹۳۲)
- محمد ابوخبزا (۱۹۳۲–۲۰۲۰)

## آسیا

### قبرس
- ناظم حقانی (۱۹۲۲–۲۰۱۴)

### ایران
- سید عبدالاعلی سبزواری (۱۹۱۰–۱۹۹۳)
- عبدالله جوادی آملی (زاده ۱۹۳۳)
- احمد جنتی (زاده ۱۹۲۷)
- احمد مجتهدی تهرانی (۱۹۲۳–۲۰۰۸)
- سید علی‌اکبر قریشی (زاده ۱۹۲۸)
- سید علی‌محمد دستغیب (زاده ۱۹۳۵)
- محمدعلی موحدی کرمانی (زاده ۱۹۳۱)
- سید علی خامنه‌ای (زاده ۱۹۳۹)
- سید فخرالدین موسوی ننه‌کرانی (۱۹۳۰–۲۰۲۱)
- حسن حسن‌زاده آملی (۱۹۲۸–۲۰۲۱)
- حسین مظاهری (زاده ۱۹۳۳)
- حسین وحید خراسانی (زاده ۱۹۲۱)
- حسینعلی منتظری (۱۹۲۲–۲۰۰۹)
- عفت‌الزمان امین (۱۹۱۲–۱۹۷۷)
- جعفر سبحانی (زاده ۱۹۲۹)
- میرزا جواد تبریزی (۱۹۲۶–۲۰۰۶)
- لطف‌الله صافی گلپایگانی (۱۹۱۹–۲۰۲۲)
- محمدعلی گرامی (زاده ۱۹۳۸)
- سید محمدعلی موسوی جزایری (زاده ۱۹۴۱)
- محمدابراهیم جناتی (زاده ۱۹۳۳)
- سید محمدکاظم شریعتمداری (۱۹۰۴–۱۹۸۶)
- سید محمد خامنه‌ای (زاده ۱۹۳۵)
- سید محمدحسین طباطبایی (۱۹۰۳–۱۹۸۱)
- سید محمدصادق روحانی (۱۹۲۶–۲۰۲۲)
- محمد صادقی تهرانی (۱۹۲۶–۲۰۱۱)
- محمد صدوقی (۱۹۰۹–۱۹۸۲)
- محمدتقی مصباح یزدی (۱۹۳۵–۲۰۲۱)
- محمدتقی بهجت (۱۹۱۶–۲۰۰۹)
- محمد یزدی (۱۹۳۱–۲۰۲۰)
- سید موسی شبیری زنجانی (زاده ۱۹۲۸)
- ناصر مکارم شیرازی (زاده ۱۹۲۷)
- سید روح‌الله خمینی (۱۹۰۰–۱۹۸۹)
- سید تقی طباطبایی قمی (۱۹۲۳–۲۰۱۶)
- یعسوب‌الدین رستگار جویباری (زاده ۱۹۴۰)
- یوسف صانعی (۱۹۳۷–۲۰۲۰)
- زینت السادات علویه همایونی (۱۹۱۷–۲۰۱۶)
- زهره صفاتی (زاده ۱۹۴۸)

### عراق
- سید عباس مدرسی یزدی (۱۹۴۳–۲۰۲۰)
- سید ابوالقاسم خویی (۱۸۹۹–۱۹۹۲)
- احمد حسنی بغدادی (زاده ۱۹۴۵)
- سید علی میلانی (زاده ۱۹۴۸)
- سید علی سیستانی (زاده ۱۹۳۰)
- علاءالدین غریفی (زاده ۱۹۴۵)
- فاضل ملکی (زاده ۱۳۳۲)
- سید حسن حسینی شیرازی (۱۹۳۵–۱۹۸۰)
- سید حسین اسماعیل صدر (زاده ۱۹۵۲)
- سید کمال حیدری (زاده ۱۹۵۶)
- سید کاظم حائری (زاده ۱۹۳۸)
- محمود صرخی (زاده ۱۹۶۴)
- سید محمد صدر (۱۹۴۳–۱۹۹۹)
- سید محمد حسینی شیرازی (۱۹۲۸–۲۰۰۱)
- محمدعلی طباطبایی حسنی (۱۹۴۵–۱۳۹۶)
- سید محمد حسینی شاهرودی (۱۹۲۵–۲۰۱۹)
- سید محمدرضا حسینی شیرازی (۱۹۵۹–۲۰۰۸)
- محمد طاهر خاقانی (زاده ۱۳۴۰)
- سید محمدتقی مدرسی (زاده ۱۹۴۵)
- محمد یعقوبی (زاده ۱۳۴۹)
- سید مرتضی حسینی فیاض (۱۹۲۹–۲۰۱۴)
- سید محمدباقر صدر (۱۹۳۵–۱۹۸۰)
- سید صادق حسینی شیرازی (زاده ۱۹۴۲)
- شمس‌الدین واعظی (زاده ۱۹۳۶)
- سید شهاب‌الدین مرعشی نجفی (۱۸۹۷–۱۹۹۰)

### اردن
- عبدالکریم خصاونه (زاده ۱۹۴۴)
- نوح القضه (۱۹۳۹–۲۰۱۰)
- نوه‌ها میم کلر (زاده ۱۹۵۴)
- سعید فوده (زاده ۱۹۶۷)
- عمر سلیمان اشقر (۱۹۳۰–۲۰۱۲)

### لبنان
- عبدالله حراری (۱۹۱۰–۲۰۰۸)
- جبرئیل حداد (زاده ۱۹۶۰)
- محمد هشام کبانی (زاده ۱۹۴۵)
- سید محمدحسین فضل‌الله (۱۹۳۵–۲۰۱۰)
- سید موسی صدر (۱۹۲۸–۱۹۷۸)
- صبحی محمسنی (۱۹۰۹–۱۹۸۶)

### عمان
- ظهور الحق (۱۹۲۶–۲۰۱۷)

### فلسطین
- تقی‌الدین النبهانی (۱۹۰۹–۱۹۷۷)

### عربستان سعودی
- عبدالعزیز بن باز (۱۹۱۰–۱۹۹۹)
- محمد ناصرالدین آلبانی (۱۹۱۴–۱۹۹۹)
- عبدالرحمن السدیس (زاده ۱۹۶۰)
- عبدالعزیز بن عبدالله آل الشیخ (زاده ۱۹۴۳)
- عبدالله بن جبرین (۱۹۳۳–۲۰۰۹)
- عادل کلبانی (زاده ۱۹۵۹)
- علی بن عبدالرحمان حثیفی (زاده ۱۹۴۷)
- محمد بن علوی مالکی (۱۹۴۴–۲۰۰۴)
- محمد منجد (زاده ۱۹۶۰)
- ابن عثیمین (۱۹۲۵–۲۰۰۱)
- محمد محسن خان (۱۹۲۷–۲۰۲۱)
- ربیع مدخالی (زاده ۱۹۳۱)
- صالح فوزان (زاده ۱۹۳۳)
- سعود شوریم (زاده ۱۹۶۴)
- ضیاءالرحمان عظمی (۱۹۴۳–۲۰۲۰)

### سوریه
- احمد کوفتارو (۱۹۱۵–۲۰۰۴)
- محمد علی صابونی (۱۹۳۰–۲۰۲۱)
- محمد الیعقوبی (زاده ۱۹۶۳)
- محمد بن یحیی نینوی (زاده ۱۹۶۶)
- محمد ناصرالدین آلبانی (۱۹۱۴–۱۹۹۹)
- محمدسعید رمضان البوطی (۱۹۲۹–۲۰۱۳)
- منیره قبیسی (۱۹۳۳–۲۰۲۲)

### ترکیه
- احمد محمود اونلو (زاده ۱۹۶۵)
- علی برداک اوغلو (زاده ۱۹۵۲)
- علی ارباش (زاده ۱۹۶۱)
- جمالنور سارگوت (زاده ۱۹۶۲)
- هدایت سفکتلی توکسال (زاده ۱۹۶۳)
- حسین هیلمی ایشیک (۱۹۱۱–۲۰۰۱)
- محمود اسد کوشان (۱۹۳۸–۲۰۰۱)
- محمود اوستاسمان اوغلو (۱۹۲۹–۲۰۲۲)
- محمد فاتح چیتلاک (زاده ۱۹۶۷)
- مهمت گورمز (زاده ۱۹۵۹)
- مصطفی چاغریجی (زاده ۱۹۵۰)
- مظفر اوزاک (۱۹۱۶–۱۹۸۵)
- ناظم حقانی (۱۹۲۲–۲۰۱۴)
- عثمان نوری توپباش (زاده ۱۹۴۲)
- اومر توگرول اینانچر (۱۹۴۶–۲۰۲۲)
- سلیمان آتش (زاده ۱۹۳۳)
- یاشار نوری اوزتورک (۱۹۵۱–۲۰۱۶)

### یمن
- عبدالمجید زندانی (زاده ۱۹۴۲)
- حبیب علی جفری (زاده ۱۹۷۱)
- حبیب عمر بن حافظ (زاده ۱۹۶۳)
- مقبل بن هادی وادیعی (۱۹۳۳–۲۰۰۱)
- یحیی هجوری

### جنوب آسیا

#### بنگلادش
- Abdul Latif Chowdhury Fultali (1913–2008)
- Abdul Halim Bukhari (1945-2022)
- Abdul Hamid Khan Bhashani (1880–1976)
- Abdul Haque Faridi (1903–1996)
- Abdul Jabbar Jahanabadi (1937–2016)
- Abdul Khaleque Mondal (1944-2023)
- Abdul Malek Halim
- Abdul Matin Chowdhury (1915–1990)
- Abdur Rahim (1918–1987)
- Abdur Rahman Chatgami (1920–2015)
- Abdur Rahman Kashgarhi (1912-1971)
- Abdus Salam Chatgami (1943–2021)
- Abdus Sobhan (1936–2020)
- Abu Zafar Mohammad Saleh (1915–1990)
- A F M Khalid Hossain (born 1959)
- Ahmed Ali Enayetpuri (1898–1959)
- Ashraf Ali Bishwanathi (1928–2005)
- Athar Ali Bengali (1891–1976)
- Azizul Haq (1903–1961)
- Azizul Haque (1919–2012)
- Deen Muhammad Khan (1900–1974)
- Delwar Hossain Sayeedi (born 1940)
- Farid Uddin Chowdhury (born 1947)
- Farid Uddin Masood (born 1950)
- Fazlul Karim (1935–2006)
- Fazlul Haque Amini (1945–2012)
- Gulamur Rahman (1865–1937)
- Hafezzi Huzur (1895–1997)
- Ibrahim Chatuli (1894–1984)
- Ibrahim Ujani (1863–1943)
- Izharul Islam
- Khandaker Abdullah Jahangir (1961–2016)
- Khwaja Yunus Ali (1886–1951)
- Mahfuzul Haque (born 1969)
- Mahmudul Hasan (born 1950)
- Mohammad Akram Khan (1868–1969)
- Muhammad Abdul Malek (born 1969)
- Muhammad Asadullah Al-Ghalib (born 1948)
- Muhammad Faizullah (1892–1976)
- Muhammad Shahidullah (1885–1969)
- Muhammad Wakkas (1952–2021)
- Muhibbullah Babunagari (born 1935)
- Muhiuddin Khan (1935–2016)
- Mushahid Ahmad Bayampuri (1907–1971)
- Nur Hossain Kasemi (1945–2020)
- Nur Uddin Gohorpuri (1924–2005)
- Nurul Islam Farooqi (died 2014)
- Nurul Islam Jihadi (1948-2021)
- Nurul Islam Olipuri (born 1955)
- Obaidul Haque (1934–2008)
- Obaidullah Hamzah (born 1972)
- Ruhul Amin (born 1962)
- Sayed Muhammad Amimul Ehasan Barkati (1911–1974)
- Syed Najibul Bashar Maizbhandari (born 1959)
- Syed Rashid Ahmed Jaunpuri (1889–2001)
- Sajidur Rahman (born 1964)
- Sayed Kamaluddin Zafree (born 1945)
- Shah Ahmad Hasan (1882–1967)
- Shah Ahmad Shafi (1916–2020)
- Shahidul Islam (1960-2023)
- Shahinur Pasha Chowdhury (b. 1985)
- Shamsul Haque Faridpuri (1896–1969)
- Shamsul Huda Panchbagi (1897–1988)
- Sultan Zauq Nadvi (born 1939)
- Syed Fazlul Karim (1935–2006)
- Syed Mohammad Saifur Rahman (born 1916)
- Syed Rezaul Karim (born 1971)
- Ubaidul Haq (1928–2007)
- Zia Uddin (born 1941)

#### هند
- Abdul Ghani Azhari (1922–2023)
- Abdul Hamid Qadri Badayuni (1898–1970)
- Abdul Haq Azmi (1928–2016)
- Abdul Jalil Choudhury (1925-1989)
- Abdul Khaliq Sambhali (1950–2021)
- Abdul Rashid Dawoodi (born 1979)
- Abdul Razzaq (1932–2021)
- Anzar Shah Kashmiri (1927–2008)
- Ameen Mian Qaudri (born 1955)
- Ahmed Ali Badarpuri (1915-2000)
- Ahmed Raza Khan Barelvi (1856 - 1921)
- Hassan Raza Khan (1859-1908)
- Atiqur Rahman Usmani (1901–1984)
- Bashir al-Najafi (born 1942)
- Bashir-ud-din Farooqi (1934–2019)
- E. K. Aboobacker Musliyar (1914–1996)
- Faizul Waheed (1966–2021)
- Fuzail Ahmad Nasiri (born 1978)
- Habibur Rahman Khairabadi (born 1933)
- Hafizur Rahman Wasif Dehlavi (1910–1987)
- Hamid al-Ansari Ghazi (1909–1992)
- Hashmi Miya (born 1947)
- Hasnain Baqai
- Kafilur Rahman Nishat Usmani (1942–2006)
- Kaif Raza Khan (born 2001)
- Kalbe Abid (1923–1986)
- Kalbe Sadiq (1939–2020)
- Kanniyath Ahmed Musliyar (1900–1993)
- Kanthapuram A. P. Aboobacker Musliyar (born 1931)
- Khalid Saifullah Rahmani (born 1956)
- Mohammad Najeeb Qasmi
- Masroor Abbas Ansari (born 1975)
- Muhammad Salim Qasmi (1926–2018)
- Muhammad Sufyan Qasmi (born 1954)
- Muhammad Taqi Amini (1926–1991)
- Muhammad Yunus Jaunpuri (1937–2017)
- Minnatullah Rahmani (1913–1991)
- Muhammad Madni Ashraf Ashrafi Al-Jilani (born 1938)
- Mujahidul Islam Qasmi (1936–2002)
- Mustafa Raza Khan Qadri (1892-1981)
- Nazir Ahmad Qasmi (born 2۰ ژوئن ۱۹۶۴)
- Nizamuddin Asir Adrawi (1926–2021)
- Noor Alam Khalil Amini (1952–2021)
- Qamaruzzaman Azmi (born 1946)
- Rafiq Ahmad Pampori (born 1956)
- Rahmatullah Mir Qasmi (born 1956)
- Saeed Ahmad Akbarabadi (1908–1985)
- Sa'id Akhtar Rizvi (1927–2002)
- Salman Mazahiri (1946–2020)
- Sayyid Abdurahman Imbichikoya Thangal Al-Aydarusi Al-Azhari (1922–2015)
- Sayyid Ibraheem Khaleel Al Bukhari (born 1964)
- Shihabuddeen Ahmed Koya Shaliyathi (1884-1954)
- Shakir Ali Noori (born 1960)
- Shams Naved Usmani (1931–1993)
- Syed Ahmad Hashmi (1932–2001)
- Syed Aqeel-ul-Gharavi (born 1964)
- Syed Hamidul Hasan
- Syed Mohammed Mukhtar Ashraf (1916-1996)
- Syed Muhammedali Shihab Thangal (1936–2009)
- Syed Zafrul Hasan Rizvi (1911–1983)
- Tauqeer Raza Khan (Islamic Cleric)
- Usman Mansoorpuri (1944–2021)
- Wahiduddin Khan (1925–2021)
- Yasin Mazhar Siddiqi (1944–2020)
- Zayn al-Abidin Sajjad Meerthi (1910–1991)
- Zeeshan Haider Jawadi (1938–2000)
- Ziauddin Madani (1877-1981)
- Ziaul Mustafa Razvi Qadri (born 1935)

#### اندونزی
- تون گورو حاجی احمد (۱۸۸۵–۱۹۴۹)
- عبدالرحمن وحید (۱۹۴۰–۲۰۰۹)
- یوسف حبیبی (۱۹۳۶–۲۰۱۹)
- فقیه عثمان (۱۹۰۴–۱۹۶۸)
- همکا (۱۹۰۸–۱۹۸۱)
- الیاس روحیات (۱۹۳۴–۲۰۰۷)
- ماریا اولفا (زاده ۱۹۵۵)
- ماس منصور (۱۸۹۶–۱۹۴۶)
- محمد نتسیر (۱۹۰۸–۱۹۹۳)
- قریش شهاب (زاده ۱۹۴۴)
- سیتی نورجانا جوهانتینی (زاده ۱۹۵۸)
- سیتی چاماماه سوراتنو (زاده ۱۹۴۱)

#### مالزی
- عبدالهادی آونگ (زاده ۱۹۴۷)
- عصری زین العابدین (زاده ۱۹۷۱)
- فتح‌الباری مت جهیا (زاده ۱۹۸۰)
- هارون دین (۱۹۴۰–۲۰۱۶)
- هاروسانی زکریا (۱۹۳۹–۲۰۲۱)
- حسین‌یی (زاده ۱۹۵۰)
- جوآندا جایا (زاده ۱۹۷۲)
- ننی شوشیده بینتی شمس الدین (زاده ۱۹۷۵)
- نیک عبدالعزیز نیک مت (۱۹۳۱–۲۰۱۵)
- سید محمد نقیب العطاس (زاده ۱۹۳۱)
- یوسف راوا (۱۹۲۲–۲۰۰۰)
- زایلان موریس
- ذوالکفلی محمد البکری (زاده ۱۹۶۹)

#### پاکستان
- عبدالستارخان نیازی (۱۹۱۵–۲۰۰۱)
- ابوسلمان شاه جهانپوری (۱۹۴۰–۲۰۲۱)
- ابو یحیی (زاده ۱۹۶۹)
- سید ابوالاعلی مودودی (۱۹۰۳–۱۹۷۹)
- علاءالدین صدیقی (۱۹۳۶–۲۰۱۷)
- امیر محمد اکرم اعوان (۱۹۳۴–۲۰۱۷)
- امین احسن اصلاحی (۱۹۰۴–۱۹۹۷)
- عقیل ترابی (۱۹۳۴–۲۰۰۹)
- احسان الهی ظاهر (۱۹۴۰–۱۹۸۷)
- محمد علی میرزا (زاده ۱۳۵۶)
- فاتح محمد پانی‌پاتی (۱۹۰۵–۱۹۸۷)
- غلام احمد پرویز (۱۹۰۳–۱۹۸۵)
- غلامعلی عکاروی (۱۹۱۹–۲۰۰۰)
- غلام محی الدین غزنوی (۱۹۰۲–۱۹۷۵)
- حکیم محمد اختر (۱۹۲۸–۲۰۱۳)
- الیاس قادری (زاده ۱۹۵۰)
- اسرار احمد (۱۹۳۲–۲۰۱۰)
- جاوید احمد قامیدی (زاده ۱۹۵۲)
- خادم حسین رضوی (۱۹۶۶–۲۰۲۰)
- خالد مسعود (۱۹۳۵–۲۰۰۳)
- خورشید احمد (زاده ۱۹۳۲)
- محمدعادل خان (۱۹۵۷–۲۰۲۰)
- محمد حنیف ندوی (۱۹۰۸–۱۹۸۷)
- محمد الیاس عطار قدری (زاده ۱۹۵۰)
- محمد اسحاق مدنی (۱۹۳۵–۲۰۱۳)
- محمد رفیع عثمانی (۱۹۳۶–۲۰۲۲)
- محمدرضا ثاقب مصطفی (زاده ۱۳۵۱)
- محمد طاهر القادری (زاده ۱۹۵۱)
- محمدتقی عثمانی (زاده ۱۹۴۹)
- منیب الرحمن (زاده ۱۹۴۵)
- نظام الدین شمزی (۱۹۵۲–۲۰۰۴)
- رشید ترابی (۱۹۰۸–۱۹۷۳)
- شاه احمد نورانی (۱۹۲۶–۲۰۰۳)
- شاه تراب الحق (۱۹۴۴–۲۰۱۶)
- سید عدنان کاکاخیل (زاده ۱۹۷۵)
- سید جواد نقوی (زاده ۱۹۵۲)
- سیدشهانشاه حسین نقوی (زاده ۱۳۵۳)
- سید شجاعت علی قدری (۱۹۴۱–۱۹۹۳)
- طالب جوهری (۱۹۳۹–۲۰۲۰)
- طارق جمیل (زاده ۱۹۵۳)
- عزیر گل پیشاوری (۱۸۸۶–۱۹۸۹)
- زر ولی خان (۱۹۵۳–۲۰۲۰)
- زبیر علی زی (۱۹۵۷–۲۰۱۳)

### آسیای مرکزی

#### ازبکستان
- محمد صدیک محمد یوسف (۱۹۵۲–۲۰۱۵)

### آسیای شرقی

#### چین
- دو شوژن (زاده ۱۹۲۴)
- محمد ما جیان (۱۹۰۶–۱۹۷۸)

#### فیلیپین
- احمد بشیر (۱۹۱۹–۱۹۸۹)
- سعید احمد بشیر (زاده ۱۹۵۱)

## اروپا

### بالکان
- عبدالقادر آرنائوت (۱۹۲۸–۲۰۰۴) کوزوو
- حافظ صبری کوچی (۱۹۲۱–۲۰۰۴) کوزوو
- محمد ناصرالدین آلبانی (۱۹۱۴–۱۹۹۹) آلبانی
- ملا ادریز جیلانی (۱۹۰۱–۱۹۴۹) کوزوو
- مصطفی سریک (زاده ۱۹۵۲) بوسنی و هرزگوین
- شفکت کراسنیقی (زاده ۱۹۶۶) کوزوو
- شریف احمدی (۱۹۲۰–۱۹۹۸) کوزوو
- شعیب الارنعوت (۱۹۲۸–۲۰۱۶) آلبانی
- وهبی سلیمان گاوچی (۱۹۲۳–۲۰۱۳) آلبانی

### اروپای غربی

#### اتریش
- عدنان ابراهیم (زاده ۱۹۶۶)
- محمد اسد (۱۹۰۰–۱۹۹۲)

#### آلمان
- احمد میلاد کریمی (زاده ۱۳۵۸)
- حلیمه کراوسن (زاده ۱۹۴۹)

#### ایرلند
- عمر القدری (زاده ۱۹۸۲)

#### بریتانیا
- عبدالقیوم (زاده ۱۹۶۰) لندن
- عبدالرحمن بن یوسف منگره (زاده ۱۹۷۴)
- ابوعبدالله عادلبو لندن
- ابو یوسف ریاض الحق (زاده ۱۹۷۱) لستر
- اجمل مسرور (زاده ۱۹۷۱) لندن
- احمد سعد الازهری (زاده ۱۹۷۸) لندن
- هیفا جواد بیرمنگام
- هیثم الحداد (زاده ۱۹۷۱) لندن
- ابراهیم موگرا (زاده ۱۹۶۵) لستر
- جوئل هیوارد (زاده ۱۹۶۴) کمبریج
- خورشید احمد (دانشجو) (زاده ۱۹۳۲) لستر
- مارتین لینگز (۱۹۰۹–۲۰۰۵) منچستر
- محمد اکرم ندوی (زاده ۱۹۶۴) آکسفورد
- محمد عبدالباری (زاده ۱۹۵۳) لندن
- محمد بن آدم الکوثری، لستر
- مشرف حسین (زاده ۱۹۶۲) ناتینگهام
- نحیم اجمل (زاده ۱۹۷۹)
- رقیه واریس مقصود (زاده ۱۹۴۲) لندن
- شبیر اختر (زاده ۱۹۶۰) برادفورد
- عبدالحکیم مراد (زاده ۱۹۶۰) لندن
- یاسر الحبیب (زاده ۱۹۷۹)
- یوسف موتله (۱۹۴۶–۲۰۱۹) لنکاوی

#### سوئیس
- فریتهیوف شوئون (۱۹۰۷–۱۹۹۸)
- طارق رمضان (زاده ۱۹۶۲) ژنو

## آمریکای شمالی
- شبیر الی (زاده ۱۹۵۳)
- احمد کوتی (زاده ۱۹۴۶)، تورنتو
- فراز ربانی، انتاریو
- فرهت هاشمی (زاده ۱۹۵۷)
- اینگرید متسون (زاده ۱۹۶۳)، انتاریو
- جمال بداوی، هالیفاکس، نوا اسکوشیا
- مظفر اقبال (زاده ۱۹۵۴)، ادمونتون
- سید رضا حسینی‌نسب (زاده ۱۹۶۰)، تورنتو

### ایالات متحده آمریکا
- آمینه مک کلود (زاده ۱۹۵۸)
- آمنه ودود (زاده ۱۹۵۲)
- امیرحسین لس آنجلس، کالیفرنیا
- آصفه قریشی
- اسما بارلاس (زاده ۱۹۵۰)
- عزیزه هبری (زاده ۱۹۴۳) ویرجینیا
- کنر داغلی
- دالیا مجاهد
- فضل‌الرحمن ملک (۱۹۱۹–۱۹۸۸) ایلینوی
- فتح‌الله گولن (زاده ۱۹۴۱) پنسیلوانیا
- حمزه یوسف (زاده ۱۹۵۸) برکلی، کالیفرنیا
- حامد الگار (زاده ۱۹۴۰) برکلی، کالیفرنیا
- حسن هاتوت (۱۹۲۴–۲۰۰۹) پاسادینا، کالیفرنیا
- جاناتان ای سی براون (زاده ۱۹۷۷) واشینگتن دی سی
- کسیا علی (زاده ۱۹۷۲) ماساچوست
- خالد ابوالفضل (زاده ۱۹۶۳) کالیفرنیا
- خالد یحیی بلانکنشپ (زاده ۱۹۴۹) فیلادلفیا، پنسیلوانیا
- لاله بختیار (۱۹۳۸–۲۰۲۰)
- لوای صافی (زاده ۱۹۵۵)
- ماریا ماسی داکاکه (زاده ۱۹۶۸)
- محمد آدام شیخ (زاده ۱۹۴۵) ویرجینیا
- محمدحسن خلیل میشیگان
- مقتدر خان (زاده ۱۹۶۶) دلاور
- مزمل ح. صدیقی (زاده ۱۹۴۳)
- عمر خالدی (۱۹۵۳–۲۰۱۰)
- عمر سلیمان تگزاس
- امید صافی کارولینای شمالی
- اوامیر انجم اوهایو
- رفعت حسن (زاده ۱۹۵۳)
- سید حسین نصر (زاده ۱۳۳۲)
- شرمن جکسون کالیفرنیا
- عمر فاروق عبدالله (زاده ۱۹۴۸) شیکاگو
- وائل حلاق (زاده ۱۹۵۵) نیویورک
- وارث دین محمد (۱۹۳۳–۲۰۰۸) ایلینوی
- یاسر قاضی (زاده ۱۹۷۵) تگزاس
- یاسر ندیم وجیدی (زاده ۱۹۸۲) شیکاگو
- زید شاکر (زاده ۱۹۵۶) کالیفرنیا

### ترینیداد
- عمران نذر حسین (زاده ۱۹۴۲)

## اقیانوسیه

### استرالیا
- چاریس وادی (۱۹۰۹–۲۰۰۴)[۱]
- فهمی ناجی (۱۹۲۸–۲۰۱۶)
- ابراهیم ابومحمد
- تاج الدین هلالی (زاده ۱۹۴۱)

### نیوزیلند
- جوئل هیوارد (زاده کرایست چرچ در ۱۹۶۴)، ساکن کمبریج، انگلستان